# Dennis Cooper
Dennis Cooper (Pasadena, 10 de janeiro de 1953) é um escritor americano (romancista, poeta, crítico, editor) e performer. É  notável por ter transportado a estética visual e verbal punk para a escrita, sendo  um dos expoentes do movimento cripto-punk conhecido como queercore.

## Carreira
Cooper nasceu no seio da família de um homem de negócios abastado de Arcadia, na Califórnia. As suas aspirações literárias revelaram-se desde cedo e muitas vezes tomaram a forma de imitações de Rimbaud, Verlaine, Marquês de Sade, e Baudelaire. Escreveu poesia e contos desde a adolescência, que se debruçavam sobre temas escandalosos e muitas vezes polémicos. Como adolescente, Cooper estava fora do meio literário e liderava um grupo de poetas, punks, drogados e escritores. Depois do ensino secundário frequentou o Pasadena City College e, mais tarde, o Pitzer College, onde conheceu um professor de poesia que o haveria de inspirar para uma carreira ligada à escrita fora das instituições de ensino superior.
Em 1976 Cooper viajou para Inglaterra onde se envolveu na nascente cena punk. No mesmo ano lançou a sua revista Little Caesar Magazine, que incluíu, entre outras coisas, um número dedicado a Rimbaud. Em 1978, com o sucesso da revista, Cooper consguiu fundar a editora Little Caesar Press que publicou obras de, entre outros, Brad Gooch, Amy Gerstler, Elaine Equi, Tim Dlugos, Joe Brainard e Eileen Myles.
Em 1979 Cooper publicou o seu primeiro livro de poesia, Idols, e foi responsável, nos 3 anos seguintes, pela programação de um espaço de poesia alternativa em Venice, na Califórnia, chamado Beyond Baroque. O segundo livro de poesia de Cooper, Tenderness of the Wolves,, foi publicado em 1982 e foi nomeado para o Los Angeles Times Book Prize. Em 1984, Cooper foi viver para Nova Iorque onde publicou o seu primeiro livro de ficção, um romance com o título Safe, e onde começou a trabalhar num ciclo de 5 romances interligados, um projecto que já planeava desde os 15 anos. Em 1987 mudou-se para Amesterdão onde terminou o primeiro romance, Closer, do que viria a ser denominado o Ciclo George Miles e que mais tarde ganharia o primeiro prémio Ferro-Grumley Prize de literatura gay.
A partir de Amsterdão, Cooper continuou a escrever artigos para várias revistas americanas, incluindo para "Art in America", The Advocate, a Village Voice e outras. Quando regressou a Nova Iorque, em 1987, começou a colaborar com a revista Artforum, tendo chegado a Editor Contribuinte da revista, e começou a trabalhar no seu próximo romance, Frisk. Nos anos seguintes, Cooper trabalhou em vários projectos artísticos e de performance, incluindo a função de co-curador com Richard Hawkins numa exposição na LACE intitulada AGAINST NATURE: A Group Show of Work by Homosexual Men (CONTRA NATURA: uma mostra conjunta de trabalhos por homens homossexuais).
Já em Los Angeles, depois de deixar Nova Iorque em 1990, Cooper colaborou com um grande número de artistas, incluindo o compositor John Zorn, o pintor Lari Pittman, os escultores Jason Meadows e Nayland Blake, e outros. Durante vários anos foi Editor Contribuinte e escritor regular da revista de rock Spin. Em 1994 fundou a "Little House on the Bowery" para a editora independente Akashic Books, que publicou obras de Travis Jeppesen, Richard Hell, Trinie Dalton, Benjamin Weissman, Derek McCormack e outros. Cooper completou os 10 anos de trabalho do Ciclo George Miles com o romance Period, em 2000, que foi traduzido, como as restantes obras do ciclo, em 17 línguas estrangeiras. Depois disso escreveu mais três romances: My Loose Thread, The Sluts (vencedor em 2007 do "Prix Sade" (Prémio Sade) em França e do Lammy Award para o melhor livro de ficção de 2005), e God Jr..
Desde o Verão de 2005, Cooper viveu a maior parte do tempo em Paris, na França, onde tem trabalhado no seu blog, que Cooper considera o seu projecto artístico actual mais importante, e onde tem colaborado com a directora de teatro francês Gisele Vienne e com o compositor Peter Rehberg em 4 peças de teatro,  I Apologize (2004), Un Belle Enfant Blonde (2005), KIndertotenlieder (2007), e uma adaptação a teatro do seu romance Jerk (2008). Estas obras de teatro foram muito bem recebidas e foram levadas à cena em várias cidades da Europa e da Ásia. Também em França, Cooper terminou um livro de poesia, The Weaklings, que foi publicado em edição limitada pela Fanzine Press em Março de 2008, e uma colecção de contos intitulado Ugly Man que será publicado pela Harper Perennial em 2009.

## Influências
A obra de Cooper é considerada como inspiradora de um grande número de jovens escritores americanos, nomeadamente Travis Jeppesen, Tony O'Neill e Noah Cicero .
"… Na nona série, conheceu seu querido amigo George Miles. Miles mais tarde, quando Cooper tinha 30, ele teve um breve caso amoroso com o jovem de 27 que tinha profundos problemas psicológicos sob sua asa." 
Anos depois, quando Cooper tinha 30 anos, ele teve um breve caso de amor com o Miles de 27 anos. O ciclo de livros ... vieram mais tarde, e foram uma tentativa de Cooper para chegar ao fundo tanto de seu fascínio com o sexo e a violência e seus sentimentos por Miles.
       — 3:AM magazine, Novembro 2001, "American Psycho: Uma Entrevista com Dennis Cooper" por Stephen Lucas 
George em Closer '' cuja sala está cheia de figuras da Disney, torna-se ele mesmo o In Frisk, um ex-amigo que escreve cartas para Julian: relatos ou fantasias de sexo e violência. A descrição do assassinato sexual de jovens é uma mistura de sangue e órgãos internos escorregadios, muito desagradáveis para citar. As letras de brinquedo de dois homens de quarenta anos obcecados com a beleza da dor e do sofrimento. são enviados de um moinho de vento da Holanda, em seu isolamento um lugar ideal para explorar a realidade crua do sexo, violência e morte." 
       — VPRO Television; artigo em holandês 

## Obra

### Ficção
O Ciclo George Miles
- Closer (1989), ISBN 0-8021-3212-X
- Frisk (1991), ISBN 0-8021-3289-8
- Try (1994), ISBN 0-8021-3338-X
- Guide (1997), ISBN 0-8021-3580-3
- Period (2000), ISBN 0-8021-3783-0

Outros
- Antoine Monnier (Anon Press, 1978)
- My Mark (Sherwood Press, 1982)
- Safe (novela, SeaHorse Press, 1985)
- Wrong (conto, Grove Press, 1992)
- My Loose Thread (romance, Canongate, 2002)
- The Sluts (romance, Void Books, 2004 / Carroll & Graf, 2005)
- God Jr. (romance, Grove Press, 2005)
- Ugly Man (conto, Harper Perennial, 2009)

### Poesia
- The Terror of Earrings (Kinks Press, 1973)
- Tiger Beat (Little Caesar Press, 1978)
- Idols (SeaHorse Press, 1979; Amethyst Press, 1989)
- Tenderness of the Wolves (The Crossing Press, 1981)
- The Missing Men (Am Here Books/ Immediate Editions, 1981)
- He Cried (Black Star Séries, 1985)
- The Dream Police: Selected Poems '69-93 (Grove Press, 1994)
- The Weaklings (Fanzine Press, 2008)

### Outras obras
- Jerk (colaboração com o artista Nayland Blake, Artspace Books, 1994)
- Horror Hospital Unplugged (com o artista Keith Mayerson, romance gráfico, Juno Books, 1997)
- All Ears (crítica, jornalismo, Soft Skull Press, 1997)
- Violence, faits divers, littérature (ensaio, POL, France, 2004)
- Dennis (CD/livro, Don Waters Editions/AK Press, 2006)

## Obras para teatro
- Jerk (Directora: Gisele Vienne, Guião: Peter Rehberg/Pita; estreia, March, 2008)
- Kindertotenlieder (Directora: Gisele Vienne, Guião: Stephen O'Malley e Peter Rehberg/Pita; 2007)
- Une Belle Enfant Blonde (Escrito com Catherine Robbe Grillet, Directora: Gisele Vienne, Guião: Peter Rehberg/Pita; 2005)
- I Apologize (Directora: Gisele Vienne, Guião: Peter Rehberg/Pita; 2004)
- The Undead (Director: Ishmael Houston-Jones, Guião: Tom Recchion; Design Visual: Robert Flynt; 1990)
- Knife/Tape/Rope (Director: Ishmael Houston-Jones, Cenários: John De Fazio; 1985)
- Them (Director: Ishmael Houston-Jones, Guião: Chris Cochrane; 1984)

## Editor
- Little Caesar Magazine #s 1 - 12 (1976 - 1982)
- Little Caesar Press (1978 - 1982)
  - Dennis Cooper 'Tiger Beat' (LCP)
  - Gerard Malanga '100 Years Have Passed' (LCP)
  - Arthur Rimbaud' 'Travels in Abyssinia and the Harar' (LCP)
  - Tom Clark 'The End of the Line' (LCP)
  - Tim Dlugos 'Je Suis Ein Americano' (LCP)
  - Tim Dlugos 'Entre Nous' (LCP)
  - Joe Brainard 'Nothing to Write Home About' (LCP)
  - Elaine Equi 'Shrewcrazy' (LCP)
  - Amy Gerstler 'Yonder' (LCP)
  - Elieen Myles 'Sappho's Boat' (LCP)
  - Oswell Blakeston 'Journeys End in Young Man's Meeting' (LCP)
  - Dennis Cooper, editor 'Coming Attractions: American Poets in their Twenties' (LCP)
  - Ron Koertge 'Diary Cows' (LCP)
  - Peter Schjeldahl 'The Brute' (LCP)
  - Donald Britton 'Italy' (LCP)
  - Jack Skelley 'Monsters' (LCP)
  - James Krusoe 'Jungle Girl' (LCP)

- 'Discontents: New Queer Writers' (Amethyst Press, 1994)
- 'The Kathy Acker Reader' (w/ Amy Scholder, Grove Press, 2004)

- Little House on the Bowery/Akashic Press (2004 - ?)
  - Travis Jeppesen 'Victims' (LHotB)
  - Benjamin Weissman 'Headless' (LHotB)
  - Derek McCormack 'Grab Bag' (LHotB)
  - Martha Kinney 'The Fall of Heartless Horse (LHotB)
  - Richard Hell 'Godlike' (LHotB)
  - Trinie Dalton 'Wide Eyed' (LHotB)
  - James Greer 'Artificial Light' (LHotB)
  - Dennis Cooper, ed. 'Userlands: New Fiction from the Blogging Underground' (LHotB)
  - Matthew Stokoe 'High Life' (LHotB)
  - Derek McCormack 'The Show That Smells' (LHotB, forthcoming)